# Igreja de Lippe
A Igreja de Lippe (IL), em alemão Lippische Landeskirche, é uma denominação cristã  reformada, parte da Igreja Evangélica na Alemanha. Em 2022 tinha 69 paróquias e 140.313  membros, o que equivale a 40,3% da população de Lippe, sendo assim a maior religião no distrito.

## História

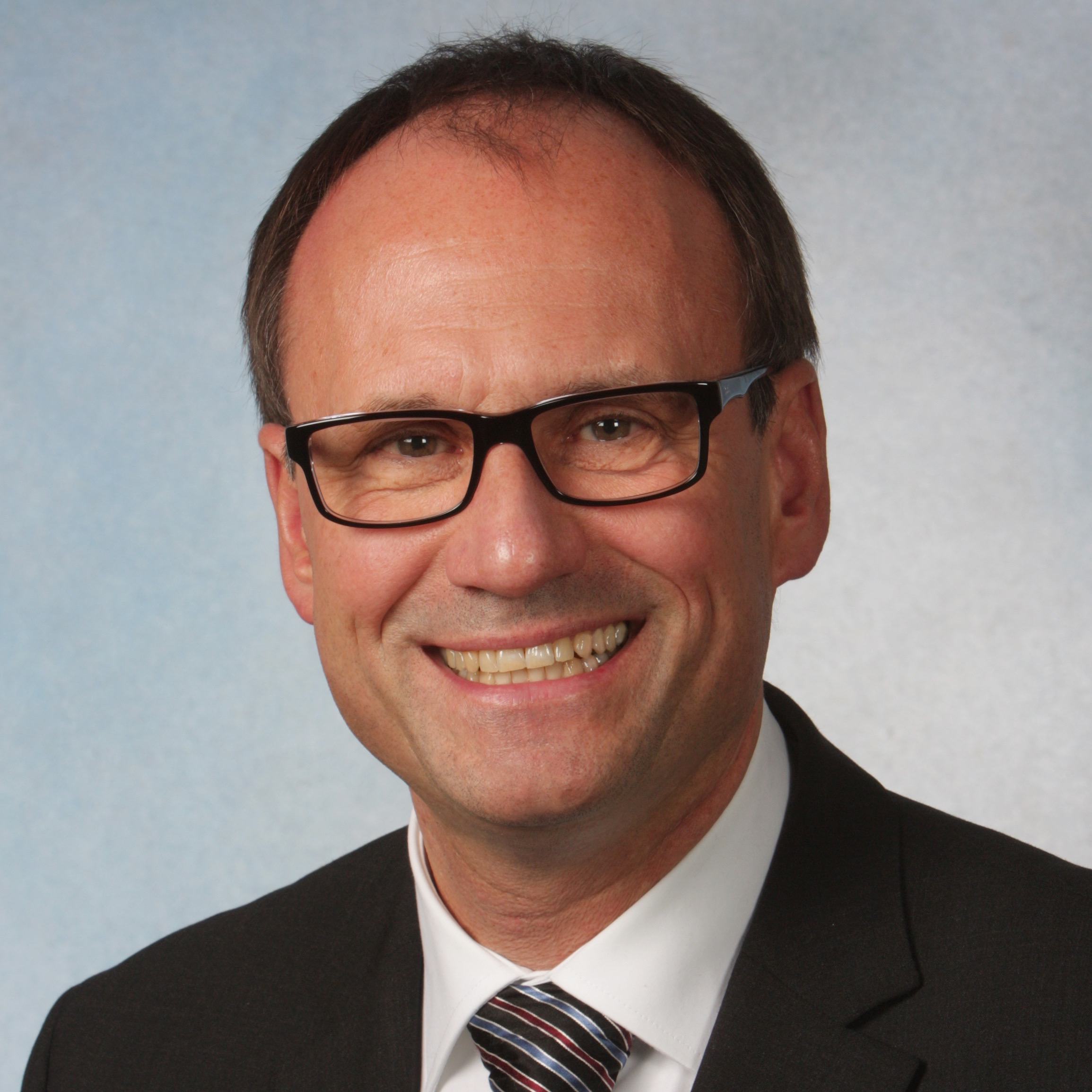
Andreas Lange superintendente luterano da Igreja de Lippe, desde 2005.

O Luteranismo chegou em Lemgo em 1522 e em 1533 todo o condado de Lippe adotou a fé luterana.
A Fé Reformada foi introduzida no Principado de Lipa pelo Duque de Lippe em 1605. Naquela época, a cidade de Lemgo recusou-se a aceitar a mudança e a sua população quis continuar adotando o Luteranismo. Por meio de um acordo de paz com o Duque, a Igreja de Lippe foi estabelecida, adorando a doutrina reformada, mas permitindo a existência de paróquias de doutrina luterana.
Em 1854, a fundação de paróquias católicas romanas foi permitida em Lippe e os cristãos reformados, luteranos e católicos receberam direitos iguais. Em 1877, a separação entre igreja e estado começou com o estabelecimento de órgãos independentes do governo do estado de Lippe, como o sínodo.
Durante o período nazista a Igreja de Lippe acolheu em seu ministério muitos pastores e obreiros perseguidos em outras igrejas regionais. 
Atualmente, cerca de 80% dos membros pertencem a paróquias reformadas e 20% a paróquias luteranas.

## Estatísticas
Em 2017, a denominação tinha 159.396 membros, e representada 46% da população total de Lipe.
Em 2020, a denominação tinha 148.749 membros, em 69 igrejas, representando 43,2% da população do distrito.
Em 2021, a denominação relatou ter 144.576 membros.
Em 2022, conforme estatísticas mais recentes, foi relatado que a denominação tinha 140.313 membros, em 65 paróquias, representando 40,3% da população de Lippe.
Em 2023, tinha 135.462 membros.

## Doutrina
A denominação subscreve o Credo dos Apóstolos, a Declaração Teológica de Barmen, Catecismo de Heidelberg, Catecismo Menor de Lutero, Credo Niceno e Confissão de Belhar.
Além disso, a denominação permite a ordenação de mulheres e o casamento entre pessoas do mesmo sexo. Todavia, cada pastor pode escolher por celebrar ou não tais casamentos, por motivo de consciência.

## Relações intereclesiásticas
A Igreja de Lippe faz parte da Igreja Evangélica na Alemanha, Federação Reformada na Alemanha, Concílio Mundial de Igrejas e Comunhão Mundial das Igrejas Reformadas.